# Kai Noll
Kai Noll (ur. 9 października 1964 w Bonn) – niemiecki aktor filmowy i telewizyjny, piosenkarz.

## Życiorys
Urodził się w Bonn jako starszy syn Wernera Nolla, dyrektora krajowej organizacji SPD Hamburg. Dorastał z młodszym bratem w Hamburgu, gdzie przez wiele lat śpiewał z zespołem i był muzykiem ulicznym – grając na gitarze i keyboardzie. W latach 1995–1998 w Hamburgu uczęszczał do szkoły dramatycznej im. Doris Kirchner (Doris Kirchner Bühnenstudio der darstellenden Künste) i szkoły muzycznej im. Armina Schneidera.
Występował w spektaklach, m.in. grał wiodącą rolę jako Pico w musicalu Starclub, die Story (1998/1999). Od 26 lutego 2003 można go oglądać w roli Rufusa Sturma w operze mydlanej RTL Unter Uns (Między nami).
W 2008 wziął udział w programie VOX Das perfekte Promi-Dinner in Köln #13 (Perfekcyjna kolacja w Kolonii), który został wyemitowany 9 listopada 2008.
W latach 2005–2007 występował na festiwalu teatralnym Elspe Festival w Nadrenii Północnej-Westfalii jako Old Shatterhand.

## Wybrana filmografia
- 2000: Durchreise (film krótkometrażowy) jako Er
- 2003-2020: Unter Uns (Między nami) jako Rufus Sturm
- 2013: Die Kaffeekantate (film krótkometrażowy) jako bankier

## Dyskografia

### single
- 1986: „Secret Lover” (wyd. VÖ jako Kai Morgan)
- 1987: „Cause i want you” (wyd. VÖ jako Kai Morgan)

### albumy
- 1994: Us Best – Ten on One (wyd. VÖ)
- 2009: Crush Zac Begg and a Friend – The Younger Tapes (wyd. VÖ)